# Ranunculus marginicola
Ranunculus marginicola är en ranunkelväxtart som beskrevs av Jasiew.. Ranunculus marginicola ingår i släktet ranunkler, och familjen ranunkelväxter. Inga underarter finns listade i Catalogue of Life.